# Нојнкирхен ам Занд
Нојнкирхен ам Занд (њем. Neunkirchen am Sand) општина је у њемачкој савезној држави Баварска. Једно је од 27 општинских средишта округа Нирнбергер Ланд. Према процјени из 2010. у општини је живјело 4.636 становника. Посједује регионалну шифру (AGS) 9574141.

## Географски и демографски подаци
Нојнкирхен ам Занд се налази у савезној држави Баварска у округу Нирнбергер Ланд. Општина се налази на надморској висини од 331 метра. Површина општине износи 14,1 km². У самом мјесту је, према процјени из 2010. године, живјело 4.636 становника. Просјечна густина становништва износи 328 становника/km².